# The Other Log of Phileas Fogg
The Other Log of Phileas Fogg  (cu sensul de Celălalt jurnal al lui Phileas Fogg) este un roman de istorie paralelă science fiction / steampunk scris de autorul american Philip José Farmer în 1973. A fost publicat inițial de DAW Books și mai târziu retipărit în 1979 de Hamlyn și din nou în 1982 de Tor Books. Tor a republicat ulterior romanul în 1988 și 1993.

## Introducere
Povestea are loc în interiorul realității imaginate pentru prima dată în romanul lui Jules Verne din 1872, Ocolul Pământului în 80 de zile. Farmer include multe dintre personajele originale ale povestirii, inclusiv Phileas Fogg și valetul său francez, Passepartout. El stabilește că toate lucrările publicate de Verne au loc în aceeași continuitate comună. El include elemente de ficțiune crossover, încorporând personajele lui Arthur Conan Doyle, Sherlock Holmes și James Moriarty, în cadrul romanului său. Aceste elemente îl plasează pe Phileas Fogg și întreaga distribuție în familia personajelor literare Wold Newton. 
În introducere, Farmer susține că povestea lui Verne nu a fost un simplu articol de ficțiune, ci cronologia evenimentelor reale, pe care Verne a decis ulterior să le adapteze într-un cadru fictiv. În epilogul cărții, Farmer face o aluzie în glumă la faptul că Phileas Fogg este încă în viață și poate fi de fapt autorul real al poveștii (Farmer notează că ambii au aceleași inițiale, sugerând că Philip Farmer este de fapt un pseudonim folosit de Phileas Fogg). 
Din perspectiva lui Farmer, Jules Verne a dezvăluit doar o porțiune mică și semnificativ redusă a vieții reale și a exploatărilor lui Phileas Fogg. El stabilește că evenimentele din Ocolul Pământului în 80 de zile reprezintă de fapt un aspect singular al unui conflict mai mare care are loc între două rase extraterestre nemuritoare, Eridani și Capellas. Povestea lui Farme nu contestă niciunul dintre elementele textului original, ci mai degrabă adaugă o poveste secundară ambițioasă care are loc în spatele (și adesea între) scenele materialului lui Verne. 

## Rezumat
Phileas Fogg este un misterios domn britanic care locuiește cu valetul său Passepartout la numărul 7 Saville-Row din Burlington Gardens în ultima jumătate a secolului al XIX-lea. Fără știrea colegilor săi, el este, de asemenea, copilul adoptiv nemuritor al unei rase de extratereștri umanoizi cunoscută sub numele de Eridani. Un om cu un intelect și o bogăție deosebită, Fogg face un pariu cu un coleg eridanian, spunând că poate înconjura globul în exact optzeci de zile. Deși martorii consideră că afirmația sa este doar o vorbă de laudă a unui excentric bogat, Fogg are de fapt o misiune secretă în numele colegilor săi eridanieni. 
Împreună cu Passepartout, Fogg începe o căutare pentru a găsi o bucată de tehnologie extraterestră furată - un dispozitiv de teleportare care căzuse recent în mâinile rivalilor lui Eridani, o rasă extraterestră cunoscută sub numele de Capella. Călătoria sa îl duce față în față cu infamul flagel maritim căpitanul Nemo, un agent Capellan, care este, de asemenea, cunoscut în cercurile britanice sub numele său de război - James Moriarty. Cei doi combatanți intră în conflict în mai multe locuri cheie, inclusiv pe misterioasa navă-fantomă cunoscută sub numele de Mary Celeste. 
Călătoria culminează cu o bătălie finală în casa lui Fogg din Londra, cu doar câteva momente înainte de a îndeplini termenul necesar pentru a câștiga pariul său. 

## Anexă
Romanul se încheie cu o anexă de douăzeci și una de pagini scrisă de H. W. Starr intitulată „A Submersible Subterfuge or Proof Impositive”. A apărut inițial în Leaves from the Copper Beeches și a fost publicată de Sons of the Copper Beeches Scion Society în Baker Street Irregulars; Livingston Publishing Company, Narberth, 1959. 
Starr detaliază în mod exhaustiv inconsecvențele ireconciliabile care au loc în Ocolul Pământului în 80 de zile și romanul său însoțitor, Insula misterioasă (care prezintă, de asemenea, personajul căpitanul Nemo). El contrastează în plus viața și personalitatea lui Nemo, așa cum a fost prezentat inițial de Verne, cu cea a lui James Moriarty - inamicul principal al lui Sherlock Holmes. Informațiile conținute în anexă analizează de fapt fuziunea celor două personaje de către Farmer, citând comparații specifice de vârstă, personalitate și descendență. 